# Meganissi
Meganissi  este un oraș în Grecia în prefectura Lefkada.